# Вампир (приповетка)
„Вампир” (енгл. The Vampyre) је приповетка британског писца Џона Вилијама Полидорија, настала на основу приче коју је испричао Џорџ Гордон Бајрон као део такмичења између њега, Полидорија, Мери Шели и Персија Шелија. Исто то такмичење резултирало је и Шелиним романом Франкенштајн, или модерни Прометеј.
Ова приповетка се често сматра прародитељем жанра вампирског романтизма фантастичне књижевности. Писац Кристофер Фрејлинг описује ово дело као „прву причу која је успешно спојила различите елементе вампиризма у кохерентан књижевни жанр”.

## Радња
Обри упознаје мистериозног лорда Рутвена на једном друштвеном догађају када стигне у Лондон. Након кратког познанства са Рутвеном, Обри пристаје да крене на путовање по Европи са њим. Постепено, Обри почиње да схвата да Рутвен ужива у пропасти и понижењу других људи. Када Рутвен покуша да заведе ћерку једног заједничког познаника у близини Рима, Обри, згрожен, оставља свог сапутника. Сам, Обри наставља путовање у Грчку, где се заљубљује у Јанту, ћерку једног крчмара. Она му прича о легендама о вампирима, које су веома популарне у том крају, а Обри препознаје да Рутвен одговара опису из тих прича.
Ова романса је кратког века: Јанта бива убијена — грло јој је раскомадано од стране нападача који истовремено рањава Обрија и оставља за собом необичан бодеж. Сви у месту верују да је то дело злог вампира. Обри се разбољева, али га проналази и негује управо Рутвен. Иако сумњичав према њему, Обри се осећа дужним Рутвену и поново му се придружује на путовању. На путу их нападају разбојници, а Рутвен бива смртно рањен. На самрти, Рутвен тера Обрија да се закуне да неће говорити ни о њему ни о његовој смрти током годину дана и једног дана. Када Обри пристане, лорд Рутвен умире смејући се. Међу Рутвеновим стварима Обри открива корице које одговарају бодежу пронађеном поред Јантиног тела.
Обри се враћа у Лондон и остаје запрепашћен када се Рутвен убрзо поново појави, жив и здрав. Рутвен га подсећа на дату заклетву, и иако Обри жели да упозори друге на његов прави карактер, осећа да не сме да прекрши обећање. Немоћан да заштити своју сестру од Рутвена, Обри доживљава нервни слом. Када се опорави, Обри сазнаје да је Рутвен наследио грофовију и да је верен за његову сестру, а венчање је заказано баш за дан када истиче Обријева заклетва. У немогућности да одложи венчање, Обри доживљава мождани удар. Те ноћи, када заклетва истекне, Обри исприча целу причу пре него што умре. Али, већ је касно: Рутвен је нестао, оставивши за собом своју нову супругу мртву и испијену до последње капи крви.

## Ликови
- Лорд Рутвен: углађени британски племић, вампир
- Обри: богат млади господин, сироче
- Јанта: прелепа Гркиња коју Обри упознаје током путовања са Рутвеном
- Обријева сестра: верена за грофа од Марсдена
- Гроф од Марсдена: лажни идентитет лорда Рутвена док се удвара Обријевој сестри

## Публикација
Приповетку „Вампир” први је објавио Хенри Колберн 1. априла 1819. у часопису The New Monthly Magazine, уз погрешну ознаку „Причa лорда Бајрона”. Име главног јунака приче, лорд Рутвен, додатно је учврстило ову претпоставку, јер је исто име већ било коришћено у роману Гленарвон леди Керолајн Лемб (од истог издавача), где је лик заснован на Бајрону носио име Кларенс де Рутвен, ерл од Гленарвона. Упркос поновљеним негирањима и Бајрона и Полидорија, ауторство је често остајало неразјашњено. У наредном броју часописа, од 1. маја 1819. године, Полидори је написао писмо уреднику објашњавајући „да, иако је основна идеја свакако Бајронова, разрада је моја”.
Причa је први пут објављена у књижевном облику од стране издавачке куће Шервуд, Нили и Џоунс у Лондону 1819. године, у формату октава под насловом „Вампир: Прича”, на 84 стране. Напомена на корици гласила је: „Уписано у Регистар књижара, 27. марта 1819. године”. Поново је као аутор на насловној страни био наведен лорд Бајрон. Након Полидоријевог протеста, у каснијим издањима Бајроново име је уклоњено са насловне стране, али није замењено Полидоријевим именом.
Причa је одмах постала популарна, делом захваљујући приписивању Бајрону, а делом зато што је искористила склоност јавности ка готичком хорору. Полидори је трансформисао вампира из фолклорног бића у облик који је данас познат — као аристократског демона који свој плен тражи међу вишим друштвеним слојевима. Због овог утицаја, Јан Чапек је тврдио да „Рутвенова претеривања у Полидоријевој причи откривају пејзаж модерног, све више капиталистичког класног друштва као обележеног стрепњом због континуиране моћи аристократије, као да је она остала нетакнута друштвеним променама након индустријске револуције”.
Причa води своје порекло од лета 1816. године, познате као „Година без лета”, када су Европа и делови Северне Америке доживели озбиљне климатске аномалије. Лорд Бајрон и његов млади лекар Џон Полидори боравили су у Вили Диодати крај Женевског језера, где су их посетили Перси Биш Шели, Мери Шели и Клер Клермонт. Због „непрестане кише” тог „влажног, непријатног лета”, њих петоро су током три дана у јуну почели да причају фантастичне приче, а потом и да их пишу. Подстакнути причама о духовима као што је Фантасмагоријана, Ватек Вилијама Бекфорда и великим количинама лауданума, Мери Шели је написала оно што ће постати роман Франкенштајн, или модерни Прометеј. Полидори је био инспирисан фрагментом Бајронове приче „Фрагмент из романа” (1816) и током „два или три лења јутра” написао је „Вампира”.
Иако већина стручњака сматра Полидоријеву блискост са Бајроном пресудним фактором, Јан Чапек упозорава на „бајроманијакално” читање приче, тврдећи да „таква инфекција расправе о Полидорију вирусом Бајронове контроверзне личности делује парадоксално, с обзиром да се резултујућа дебата креће између осећаја да Полидоријева замисао одражава његову сопствену свест о понижавајућој доминацији Бајроновог генија и осећаја да је Полидори покушао да преузме контролу у одбрани против те доминације и да је написао причу као покушај сатире ефеката Бајроновог утицаја и као доказ сопствене вредности”.

## Утицај
Полидоријево дело имало је огроман утицај на сензибилитет свог времена и доживело је бројна издања и преводе. Јан Чапек је тврдио:
„Без обзира на то да ли је Полидори написао 'Вампира' из ината према Бајрону или не, да ли је крив за извесну меру плагијата или чак да ли је уопште намеравао да прича буде објављена или не, та прича покреће серију обликовања вампира у сада већ више од два века дугој традицији прозне вампирске фикције. Без обзира на мистериозне околности или необјашњене мотиве и намере, Полидоријев 'Вампир' мора се процењивати по томе како је обликовао вампирску фикцију, давши јој прави почетак који ће освојити викторијанску епоху, као што је паника око вампира обележила доба просветитељства, и као што ће касније задржати велики део утицаја током двадесетог века, без смањења интересовања у раним деценијама двадесет првог века. [...] Џон Вилијам Полидори ослобађа фигуру вампира у свој њеној аристократској и привилегованој, реторички моћној и заводљивој, сексуално снажној и коруптивној, и у сваком случају лукавој и недостижној моћи.”
Утицај приповетке се протегао и до данашњих дана, јер се прича сматра „канонским” и – заједно са Дракулом Брема Стокера и другим делима – „често се чак цитира као скоро фолклорни извор о вампиризму”. Адаптација је уследила већ 1820. године, у облику романа Лорд Рутвен, или Вампири Сипријена Берара, који је погрешно приписан Шарлу Нодијеу, који је потом написао своју драмску верзију Le Vampire – представу која је постигла огроман успех и покренула „вампирску грозницу” широм Европе. То укључује и оперске адаптације Хајнриха Маршнера (Der Vampyr) и Петера Јозефа фон Линдпајтнера (такође насловљену Der Vampyr), обе објављене исте године.
Николај Гогољ, Александар Дима и Алексеј Толстој такође су написали приче о вампирима, а теме из Полидоријеве приче даље су утицале на Стокеровог Дракулу, као и на читав вампирски жанр. Дима директно помиње лорда Рутвена у роману Гроф Монте Кристо, чак наводећи да је његов лик „грофица Г...” лично познавала лорда Рутвена.
Године 1819, у Сједињеним Државама је објављена новела Црни вампир аутора Јураје Д’Арсија, која је искористила популарност Полидоријеве приповетке.